# Colubrina macrocarpa
Colubrina macrocarpa är en brakvedsväxtart som beskrevs av George Don jr. Colubrina macrocarpa ingår i släktet Colubrina och familjen brakvedsväxter. Utöver nominatformen finns också underarten C. m. lanulosa.